# Хиндах (Шамильский район)
Хиндах — село в Шамильском районе Дагестана. Входит в состав сельского поселения «Сельсовет „Ругельдинский“».

## Географическое положение
Расположено в 13,5 км к югу от районного центра села Хебда, на правом берегу реки Квенишор.

## История
В 1944 году, после депортации чеченского населения с Северного Кавказа и ликвидации ЧИАССР, все население сел Рукдах, Хиндах и Урчух было переселено в село Байтарки вновь образованного Андалалского района, которое в свою очередь было переименовано в Хиндах. Постановлением ПВС ДАССР от 10.03.45 г. и 08.02.47 г. села Урчух, Рукдах и Хиндах ликвидированы в связи с переселением. В 1957 году, в связи с восстановлением ЧИАССР, жители переселенных сел вернулись на прежнее место жительства, населённые пункты восстановлены в учёте.

## Население
| 1869 | 1888 | 1895 | 1926 | 1939 | 1970 | 1989 |
| ---- | ---- | ---- | ---- | ---- | ---- | ---- |
| 76   | ↗129 | ↗139 | ↘130 | ↗151 | ↘77  | ↗103 |
| 2002 | 2010 | 2021 |      |      |      |      |
| ↗114 | ↗125 | ↘109 |      |      |      |      |